# Karly Roestbakken
Karly Roestbakken (* 17. Januar 2001) ist eine australische Fußballspielerin, die von 2016 bis 2020 in der W-League für Canberra United spielte und seit 2019 für die Nationalmannschaft spielt. Seit Dezember 2022 spielt sie für Melbourne City FC.

## Karriere

### Verein
Die 1,65 m große Spielerin, begann 2016 als 15-Jährige bei Canberra United in der W-League. In ihrer ersten Saison hatte sie drei Einsätze und erzielte am 10. Dezember 2016 ihr erstes Ligator zum 2:1-Auswärtssieg gegen Melbourne City FC. Canberra schloss die reguläre Saison auf dem ersten Platz ab, verlor dann aber im Halbfinale mit 0:1 nach Verlängerung gegen Melbourne City. In ihrer zweiten Saison hatte sie zehn Einsätze und erzielte ein Tor. Als Fünfter verpasste Canberra die Finalserie. Auch 2018/19 kam sie auf zehn Einsätze und wurde für den „NAB Young Footballer of the Year award“ nominiert, Canberra belegte aber nur den vorletzten Platz. Die Saison 2019/20 schloss Canberra auf dem sechsten Platz ab. In ihrer ersten Saison in Norwegen kam sie zu 16 Ligaspielen, wegen der im Länderspiel gegen Deutschland erlittenen Verletzung hatte sie in der Saison 2021 nur zwei Kurzeinsätze von insgesamt sieben Minuten. Nach dem Ende der Saison in Norwegen, wurde sie wieder an ihren Stammverein verliehen, wo sie in den ersten fünf Saisonspielen eingesetzt wurde. Im Oktober 2022 wurde ihr Wechsel zu Melbourne City FC bekannt gegeben.

### Nationalmannschaft
Roestbakken nahm mit der U-20-Mannschaft im Oktober 2018 an der ersten Qualifikationsrunde zur U-19-Fußball-Asienmeisterschaft der Frauen 2019 teil. Sie wurde in zwei Spielen eingesetzt. Ihre Mannschaft qualifizierte sich mit drei Siegen beim Turnier im Libanon für die zweite Runde. Diese fand im April 2019 in Myanmar statt. Auch hier kam die 18-Jährige in zwei Spielen zum Einsatz. Mit drei Siegen wurde auch dieses Turnier erfolgreich abgeschlossen und die Endrunde erreicht, die im Herbst 2019 in Thailand stattfand. Dort kam sie in vier Spielen zum Einsatz und belegte mit ihrer Mannschaft den vierten Platz. Im März 2020 erhielt sie einen Vertrag bei Lillestrøm SK Kvinner.
Am 6. Juni 2019 wurde sie für die verletzte Laura Alleway für die WM 2019 nachnominiert. Sie debütierte im zweiten Vorrundenspiel beim 3:2-Sieg gegen Brasilien, als sie in der fünften Minute der Nachspielzeit für Caitlin Foord eingewechselt wurde. Beim 4:1-Sieg gegen Jamaika spielte sie über 90 Minuten, im Achtelfinale gegen Norwegen wurde sie in der 116. Minute eingewechselt und schied mit ihrer Mannschaft im Elfmeterschießen aus.
In der erfolgreich absolvierten Qualifikation  für die Olympischen Spiele 2020 kam sie in drei von fünf Spielen zum Einsatz. Für die wegen der COVID-19-Pandemie um ein Jahr verschobenen Spiele konnte sie dann nicht nominiert werden, da sie sich am 10. April 2021 beim Freundschaftsspiel gegen Deutschland verletzt hatte.
Am 11. Januar 2022 wurde sie für das Trainingscamp zur Asienmeisterschaft 2022 nominiert, eine Teilnahme bei der Asienmeisterschaft war aber nicht geplant und wurde auch nicht realisiert. Erst für die beiden Freundschaftsspiele gegen Taiwan im Dezember 2024 wurde sie wieder nominiert und hatte im zweiten Spiel einen Kurzeinsatz.

## Erfolge
- 2019: Qualifikation für die U-19-Fußball-Asienmeisterschaft der Frauen